# Rafael Reaño
Rafael Reaño Lozano (Madrid, 21 de julio de 1975) es un actor y músico español. 

## Filmografía

### Televisión
- Al salir de clase, Telecinco, como Tomás «Turbo» Illera (1999-2002).
- Demiun, Antena 3, reparto. TV Movie (2002).
- El comisario, Telecinco, como Fernando Miralles (2002-2005).
- Géminis, venganza de amor, La 1, personaje episódico (2003).
- La sopa boba, Antena 3, un episodio: El búho (2004).
- El pasado es mañana, Telecinco, como Fito (2005).
- Estudio 1, La 2, un episodio: Alesio, como un cómico (2006).
- Hospital Central, Telecinco, como Tomás Carrero (2006-2007).
- Impares, Antena 3 y Neox, como Juan (2008).
- Percepciones, XTVL, un episodio: Km-4, como Javi (2008).
- Generación DF, Antena 3, como Álvaro (2008).
- Lalola, Antena 3, como Paco (2008-2009).
- Arrayán, Canal Sur, como José María (2009).
- Cuéntame cómo pasó, La 1, como Jaime (2010-2011, 2015).
- Amar es para siempre, Antena 3, como Domingo Huertas (2014).
- La que se avecina, Telecinco, como Paquito (2014).
- El Príncipe, Telecinco, como Fernando Miralles (2015).
- Yo quisiera, Divinity, como Gustavo (2015-2016).
- Colegas, Playz, como Rafa (2017-2018).
- Mambo, Playz, como crítico musical (2018).
- Hospital Valle Norte, La 1, como padre de niña de la grada (2019).
- Derecho a soñar, La 1 (2019).
- Servir y proteger, La 1, como Mario Zurbano (2020).
- Desaparecidos, Telecinco y Prime Video, como Ferrán (2020).
- Madres. Amor y vida, Telecinco y Prime Video (2021).

### Largometrajes
- Tiempo de tormenta, como Marcos. Dir. Pedro Olea (2003).
- Camarón, reparto. Dir. Jaime Chávarri (2005).
- Dos rivales casi iguales, como Luis Carcellé. Dir. Miguel Ángel Calvo Buttini (2007).
- La conjura de El Escorial, como un cuidador. Dir. Antonio del Real (2008).
- Historias de Lavapiés, como Juan. Dir. Ramón Luque (2014).

### Cortometrajes
- La mudanza, como Pepe. Dir. Miguel Ángel Calvo Buttini (2000).
- Sigue soñando, como Súper. Dir. Peris Romano (2002).
- Derecho de admisión, reparto. Dir. Miguel Ángel Calvo Buttini (2002).
- La espera, reparto. Dir. Rafael Martínez (2003).
- El efecto Rubik (y el poder del color rojo), reparto. Dir. Peris Romano (2006).
- Zombies & Cigarettes, como el guardia de seguridad. Dir. Rafael Martínez (2009).
- Yo soy de amor, como Rafa. Dir. Carlo D'ursi (2010).
- Estrellita, como Tato. Dir. J. Prada y K. Prada (2012).
- Yo nunca..., como Cayetano. Dir. Bogdan Ionut Toma (2013).